# Tarros (azienda)
Tarros è una compagnia armatoriale italiana fondata nel 1828. Gestisce linee di trasporti container e servizi connessi nel Mediterraneo con sede a La Spezia e centrale operativa al Terminal del Golfo.

## Storia
Nel 1963 il commendatore Ugo Musso costituisce a Cagliari la T.A.R.R.O.S. SpA - Traghetti Autotrasporti Rapidi Regione Organizzazione Sarda, determinando in questo modo il passaggio nell’attività dei Musso da spedizioniere ad armatore.
Giorgio Musso, insieme al padre Ugo ed al fratello Bruno (armatore titolare della linea Grendi), ampliò l’attività della casa di spedizioni di famiglia M.A. Grendi & Figlio dal 1828 fino a costituire nel 1966 a Cagliari il gruppo armatoriale Tarros Spa, con l’obiettivo di containerizzare i trasporti di merce varia tra il continente (con porto terminale a Genova) e la Sardegna.
Nel 1966 la T.A.R.R.O.S. acquista una nave dal riconoscibile passato bellico, progettata col portellone di poppa e adattata al trasporto di materiale rotabile su gomma che nel gergo dello shipping sarà abbreviato con il termine di nave Ro-Ro. Inaugurando la serie dei Venti, la nave viene battezzata Vento del Golfo. Nel dicembre dello stesso anno c’è il varo della seconda Ro - Ro della compagnia, la Vento di Levante. Entrambe entrano in servizio nel 1967, e rappresentano le prime due navi che trasportano regolarmente container in servizio di linea sul Mediterraneo, secondo le norme ISO.
Nel 1969 la Tarros progettò nuove tipologie di nave Ro-Ro container per lavorare nei porti senza attrezzature di movimentazione container, denominate Tarros Class il cui prototipo è rappresentato da “Vento di Tramontana” che entrò in servizio sulla linea Genova - Cagliari.
Nel 1971 l’azienda trasferì la sua base operativa da Genova a La Spezia.
Nel 1975 viene realizzato una linea di collegamento verso la Libia. In pochi anni vengono coperte tutte le destinazioni del Mediterraneo occidentale, fino a stabilire l’attuale network: Francia, Spagna, Tunisia, Malta, Marocco, Algeria, Egitto, Grecia, Turchia e, in trasbordo, Ucraina nel Mar Nero.
Nel 2007 il Gruppo Tarros ha fatturato 85 milioni di euro per un trasporto di circa 135.000 container, coprendo le attività di linee marittime, trasporto multimodale, agenzia marittima (anche tramite una serie di agenzie consociate estere), logistica retroportuale, trasporti stradali e brokeraggio.
Nel 2008, dopo la scomparsa del padre Giorgio viene nominato presidente del gruppo Alberto Musso, amministratore delegato del Gruppo Tarros dal 2002.

## Rotte effettuate
La società opera servizi sulle seguenti rotte:
- Capodistria - Venezia - Ancona - Brindisi  - Istanbul  - Yarimca  - Beirut  - Laodicea -  Mersin  - Alessandria d'Egitto - Misurata - Capodistria
- La Spezia - Algeri - La Spezia
- La Spezia - Genova - La Valletta - Misurata - Tripoli - La Spezia
- Genova - La Spezia - Salerno - Il Pireo - Istanbul - Gebze - Mersin - Beirut  - Alessandria d'Egitto - Salerno - La Spezia
- Salerno - La Spezia - Genova - Tangeri - Casablanca - Setúbal - Genova - La Spezia
- Salerno - La Spezia - Genova - Gemlik - Gebze - Istanbul - Aliaga - Salerno - La Spezia
- Smirne - Gemlik - Istanbul - Susa - Smirne
- Istanbul - Yarimca - Gemlik - Smirne - Mersin - Alessandria d'Egitto - Porto Said - Beirut - Mersin - Istanbul
- Salerno - Catania - La Valletta - Istanbul - Poti

## Filiali
Agenzie in gestione diretta o consociata si trovano in Italia, Regno Unito, Marocco, Algeria, Egitto, Malta, Siria, Georgia, Slovenia, Libano, Grecia, Tunisia, Libia, Portogallo e Turchia.